# Tarczyński-Gruppe
Die Tarczyński-Gruppe ist eine polnische Unternehmensgruppe in Familienbesitz, die vor allem in der Fleischindustrie operiert. Seit Juni 2013 ist die Aktiengesellschaft an der Warschauer Börse gelistet. Der Hauptsitz der Gruppe ist in Gmina Trzebnica. Weitere Produktionsstätten befinden sich Bielsko-Biała und Sława.
Die Gruppe ist in Polen Marktführer im Bereich Cabanossi und Pökelfleisch. Daneben exportiert sie in viele andere europäische Länder. In Deutschland ist sie mit der Marke SnackIt vertreten.

## Geschichte
Elzbieta und Jacek Tarczyński gründeten 1991 ihr Familienunternehmen in Sułów, südwestlich von Milicz. 1996 erwarben sie die Eigentumsrechte an der Agrargenossenschaft Spółdzielnia Rolniczo-Handlowa "Samopomoc Polska" in Trzebnica. Zwei Jahre später wurde die Firma in eine Kapitalgesellschaft unter dem Namen Zakład Przetwórstwa Mięsnego "Tarczyński" Sp. z o.o. umgewandelt. Im Jahr 2004 wurde die ZPM "Tarczyński" in eine Aktiengesellschaft umgewandelt. Im Jahr 2005 wurde die 1945 gegründete Firma Dobrosława übernommen. Zwei Jahre später erwarb die Tarczyński Group die Starpeck Sp. z o.o. mit Hauptsitz in Bielsko-Biała.
Seit dem 18. Juni 2013 wird die Tarczyński-Gruppe an der Warschauer Börse gehandelt.

## Sponsortätigkeit
Tarczyński ist Hauptsponsor der polnischen Fußballnationalmannschaft. Die Familie ist Eigentümer der Panthers Wrocław, die unter anderem in der europäischen American-Football-Liga ELF spielen. Die Gruppe hat außerdem die Namensrechte am der Stadion Miejski in Breslau, das seit 2021 Tarczyński Arena heißt.